# Вільма Манкіллер
Вільма Перл Манкіллер (18 листопада 1945 р. — 6 квітня 2010 р.) — черокістська політична діячка та активістка, соціальна працівниця, письменниця. Головний вождь нації черокі протягом трьох термінів з 1985 по 1995 рік (перша жінка, обрана на цю посаду), за які революційно покращила становище нації черокі. Авторка автобіографії-бестселлеру «Манкіллер: вождь і її народ». Відзначена багатьма місцевими, державними та національними нагородами, включаючи найвищу цивільну честь нації, Президентську медаль Свободи. Включена до Національної зали слави жінок.

## Життєпис
Вільма Перл Манкіллер народилася 18 листопада 1945 року в Індійській лікарні Гастінгс в Талеква, штат Оклахома, у Клари Ірен (до шлюбу Сіттон) та Чарлі Манкіллера. Її батько був повнокровним черокі, предки якого були змушені переселитися в індійську територію з Теннесі через слід Сліз у 1830-х. Її мати походила від голландських та ірландських іммігрантів, які вперше оселилися в Північній Кароліні у 1800-х. Прізвище «Манкіллер», Асгая-діхі (Cherokee syllabary: ᎠᏍᎦᏯᏗᎯ) належить до традиційних військових званнь черокі, подібне до капітана чи майора або шамана, здатного помститися за кривди духовними методами. Альтернативними написаннями є Outacity або Ontassetè. Ім'я Вільма, що означає квітка, було A-ji-luhsgi. Коли батьки одружилися в 1937 році, вони оселилися на відділі батька Чарлі, Джона Манкіллера, відомого як «Квартири Манкіллера», поблизу Скелястої гори в окрузі Адер, штат Оклахома, яку він отримав у 1907 році в складі урядової політики примусової асиміляції корінних американців. Там жила до 11 років, коли її сім'я переїхала до Сан-Франциско в рамках програми федерального уряду з метою урбанізації корінних американців. 
У Вільми було п'ять старших братів та сестер: Луї Дональд «Дон», Фріда Марі, Роберт Чарльз, Френсіс Кей та Джон Девід. У 1948 році, коли їй було 3 роки, сім'я переїхала в будинок, побудований її батьком, дядьком та її братом Доном, на ділянці діда Джона. Інші п'ять братів і сестер, Лінда Жан, Річард Колсон, Ванеса Лу, Джеймс Рей та Вільям Едвард народилися протягом наступних 12 років. Маленький будинок не мав електрики та сантехніки, і вони жили в «крайній бідності». Сім'я полювала і ловила рибу, підтримуючи овочевий сад, щоб прогодуватися. Вони також вирощували арахіс та полуницю, які продавали. 
Вільма Манкіллер пішла до школи через п'ятий клас у трикімнатній шкільній кімнаті на Скелястій горі. Сім'я вдома розмовляла і англійською, і мовою черокі. Її мати консервувала їжу та використовувала мішки з борошном для виготовлення одягу для дітей, яких вона занурила у спадщину черокі. Хоча вони приєдналися до церкви баптистів, діти з обережністю ставилися до білих парафіян і звичаїв, вважаючи за краще відвідувати племінні обрядові збори. Старші родини навчали дітей традиційним розповідям.
Після закінчення школи одружилася з еквадорцем і виростила двох дочок.
У батька Манкіллер було діагностовано хворобу нирок, через що вона виявила, що теж має полікістоз нирок. Між активізмом, шкільними та сімейними зобов'язаннями вона проводила з батьком стільки часу, скільки змогла.
У 1974 році Манкіллер і Олая розлучилися, і вона переїхала з двома доньками до Окленда.
Манкіллер мала серйозні проблеми зі здоров'ям протягом усього життя, включаючи полікістоз нирок, міастенію, лімфому, рак молочної залози та дві трансплантації нирок.
У березні 2010 року її чоловік оголосив, що Вільма Манкіллер смертельно хвора на рак підшлункової залози. Вона померла 6 квітня 2010 року в своєму будинку в сільській окрузі Адарі, штат Оклахома.

## Активізм

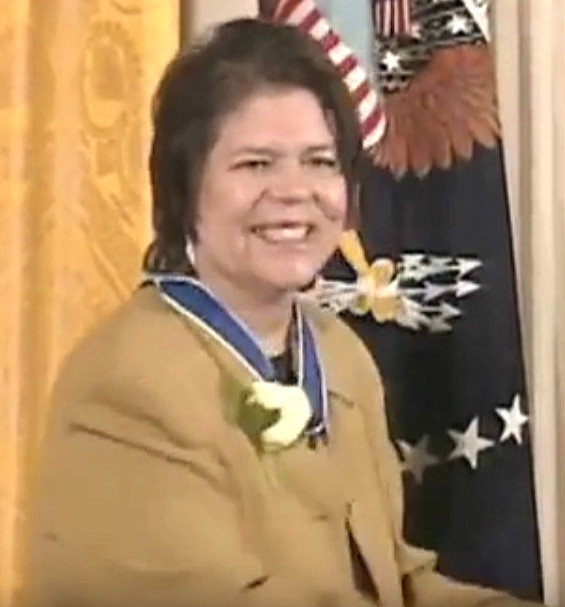
1998

У 1964 році невелика група активістів Червоної сили зайняла острів Алькатрас протягом кількох годин. Наприкінці 1960-х група студентів Каліфорнійського університету в Берклі, Лос-Анджелесі та Санта-Крус разом зі студентами штату Сан-Франциско почала протестувати проти війни у В'єтнамі та на користь громадянських прав етнічних меншин та жінок. Серед груп, що виникли в цей період, був Американський індійський рух (AIM), який у Сан-Франциско був зосереджений навколо діяльності в Індійському центрі Сан-Франциско. Також там відбулася зустріч Індійської ради Об'єднаних Бей, яка діяла як парасолькова організація для 30 окремих груп, які представляли людей різних племен. У жовтні 1969 року Центр спалили, і втрата місця зустрічей створила зв'язок між адміністраторами та студентськими активістами, які об'єднали свої зусилля, щоб довести тяжкий стан міських корінних американців до уваги громадськості з реокупацією Алькатраса.
Окупація надихнула Вільму Манкіллер до участі в громадських правах. До листопадового захоплення острова вона не брала участі ні в AIM, ні в Об'єднаній залі заливів. Вона почала зустрічатися з іншими корінними американцями, які брали участь в Індійському центрі, активізуючись у групах, що підтримують окупацію. Поки вона відвідувала Алькатрас, більшість її роботи була зосереджена на зборі коштів та підтримці, збиранні запасів ковдр, продуктів харчування та води для тих, хто на острові. Окупація тривала 19 місяців, і за цей час Манкіллер з-добула організаційні навички, маневруючи між активізмом, шкільними справами, доглядом хворого батька та виявивши власну хворобу нирок. Її заохочували інші активісти продовжувати навчання та розпочинали планувати кар'єру.

## Соціальна робота
Після смерті батька в 1971 році родина Манкіллерів повернулася в Оклахому для його поховання. 
Повернувшись до Каліфорнії, Вільма перейшла до Державного університету Сан-Франциско у 1972 р. І почала зосереджувати свої заняття на соціальній допомозі. 
Попри спротив чоловіка, вона купила власний автомобіль і почала домагатися незалежності, ведучи дочок на події індіанців уздовж Західного узбережжя. Під час своїх подорожей вона зустріла членів племені Піт-Рівер у Північній Каліфорнії, поблизу Берні, та приєдналася до їхньої кампанії щодо компенсації з Індійською комісією з питань позовів та Тихоокеанською газо-електричною компанією за землі, незаконно взяті з племені під час Каліфорнійської золотої поспіху. Протягом наступних 5 років вона допомагала племені зібрати кошти для його юридичної оборони та допомогла підготувати документацію для їх вимог, набувши досвіду міжнародного та договірного права.
Ближче до дому Вільма Манкіллер заснувала й очолила Молодіжний центр корінних американців Іст-Окленда. Розташовуючи будівлю, вона закликала волонтерів малювати та допомагати розробляти освітні програми, щоб допомогти молоді дізнатися про їх спадщину, користуючись величезною підтримкою громади. 
У 1974 році Манкіллер повернулася до Окленда. Отримавши посаду соціальної працівниці в Центрі ресурсів міста Індії, вона працювала над програмами, що проводили дослідження з питань жорстокого поводження з дітьми та нехтування ними, прийомної опіки та усиновлення корінних дітей. Визнаючи, що більшість корінних дітей були розміщені у сім'ях, які не знають про традиції корінних жителів, вона працювала над законодавством з іншими працівниками та адвокатами, щоб не допустити відсторонення дітей від їхньої культури. Закон, який було врешті прийнято як Індійський закон про благополуччя дітей, забороняв розміщувати корінних дітей у некорінних сім'ях.
Повернувшись в Оклахому восени 1976 року, була найнята нацією Черокі в якості координаторки економічного стимулу. Вона прогресувала в написанні грантів і до початку 1980-х керувала новоствореним відділом розвитку громади нації Черокі. Використовуючи свій досвід в підготовці документації, якого вона набула за часів діяльності в Каліфорнії, вона досягла успіху в отриманні державних коштів. Вона розробляла та керувала громадськими проєктами, які дозволяли сільським громадянам виявляти власні проблеми та власноруч брати участь у їх вирішенні. Її проєкт у Беллі, штат Оклахома, став успішною моделлю для пізніших проєктів і був знятий у фільмі, в той час як її проєкт у Кенвуді отримав Свідоцтво про національні заслуги Департаменту житлового господарства та містобудування. 
Її здібності до управління змусили діючого головного вождя Росса Пловмера, який запросив її балотуватися на посаду його заступниці на племінних виборах 1983 року. Коли дует переміг, вона стала першою обраною жінкою на посаді заступника вождя нації Черокі.

## Головний вождь нації черокі
Членкиня Демократичної партії Манкіллер обіймала посаду головного вождя з 1985 по 1995 рік. Під час її правління уряд Черокі побудував нові клініки охорони здоров'я, створив мобільну клініку очної допомоги, створив служби швидкої допомоги, створив програми ранньої освіти та програми навчання дорослих; започатковані програми професійної підготовки; розроблені програми доходів, включаючи фабрики, магазини роздрібної торгівлі, ресторани та бінго; і встановив самоврядування, що дозволило племені керувати власними фінансами.
Протягом трьох термінів головного вождя Манкіллер пожвавлювала націю черокі за допомогою проєктів розвитку громади, де чоловіки та жінки працюють спільно задля загального блага. Відповідно до національної політики самовизначення корінних американців, Манкіллер покращила федерально-племінні переговори та допомогла створити та підтримувати відносини уряд-уряд, якими зараз користується Нація Черокі з федеральним урядом США. Вона була натхненницею корінних американців та неамериканців та зразком для наслідування для жінок та дівчат. «До мого обрання», — сказала колись Манкіллер, — молоді дівчата черокі ніколи б не подумали, що вони можуть вирости і стати головою". На щорічній жіночій конференції 2010 року, що проводилася Жінками, які надають права жінкам для Індійських Націй (WEWIN) для сприяння та розширення можливостей керівництва корінними жінками, і для яких Манкіллер була членкинею ради засновниць, на її честь було призначено стипендію на виплату витрат на проїзд жінкам присутні на зборах.
Вона була невтомною захисницею, яка працювала над покращенням іміджу корінних американців і старанно працювала над боротьбою з присвоєнням корінної спадщини. 
Вийшовши з політики, Манкіллер повернулась до активізму, написала численні книги, читаючи лекції з питань охорони здоров'я, племінного суверенітету, прав жінок та обізнаності про рак.

## Спадщина
Панахиду Вільми Манкіллер на національному культурному майданчику Черокі в Тахлеквах 10 квітня 2010 року відвідали близько 1200 людей. Взяли участь багато сановників, серед яких Чад Сміт, губернатор штату Оклахома Бред Генрі, конгресмен США Дан Борен та феміністка Глорія Стайнем. Церемонія включала заяви Білла та Гілларі Клінтон, а також президента Барака Обами. Вілма Манкіллер була похована на родинному кладовищі, у Стілуеллі, а через кілька днів була відзначена резолюцією Конгресу від Палати представників США. Їй посмертно вручили «Барабанну нагороду» за п'ять цивілізованих племен за все життя.
Документи Вільми Манкіллер розміщені у Західній колекції історії в Університеті Оклахоми в Нормані. Маючи 14 почесних докторатів, вона залишила постійний слід як у своїй державі, так і в нації, завдяки роботі з розбудови громад та управління своїм племенем.
- Художній фільм 2013 року «Слово черокі для води» розповідає історію проєкту «Bell waterline», початку політичну кар'єру Вільми Манкіллер, який став початком її дружби з її майбутнім чоловіком Чарлі Сопу. У фільмі її зіграла акторка Кімберлі Норіс Герреро. Фільм продюсерки Крістіни Кіль та Суап був мрією, яка передбачала понад 20 років планування та збору коштів. Манкіллер було важливо, щоб у центрі уваги фільму була історія про стійкість корінних людей. У виробництво був залучений Фонд Манкіллер, названий на її честь, який зосереджується на проєктах розвитку освіти, громад та економічного розвитку.
- У 2015 році нація черокі завершила будівництво Центру здоров'я Вільми П. Манкіллер, розташованого в Стілуеллі, вдвічі збільшивши розміри та оновивши обладнання. Центр, одна з найпотужніших із восьми лікарень системи охорони здоров'я черокі, щорічно обслуговує приблизно 120 000 осіб.
- У 2017 році вийшов документальний фільм «Манкіллер» у виконанні Валері Редхорс Моль. Через інтерв'ю з тими, хто її знали, та архівні записи, фільм розповідає про життя Вільми Манкіллер та її час на посаді головного вождя нації Черокі.
- У 2018 році Манкіллер стала однією з почесних гонорарів на першій індукційній церемонії, що проводилася Національним Залом слави корінних американців.
- У 2023 році компанія Mattel додала Вільму Менкіллер до серії The Barbie Inspiring Women, спеціальної колекції досягнень і внеску видатних жінок із різних галузей, включаючи історію, науку, мистецтво та соціальну справедливість. Mattel увіковічнила незгладимий спадок Вілми Менкіллер як першої жінки-головного вождя нації черокі та непохитної захисниці прав корінних американців, жінок і дітей.[8]